# توپ اوبادی
توپ اوبادی (انگلیسی: Tope Obadeyi؛ زادهٔ ۲۹ اکتبر ۱۹۸۹) بازیکن فوتبال اهل بریتانیا است.
از باشگاه‌هایی که در آن بازی کرده‌است می‌توان به باشگاه فوتبال کیلمارنوک، باشگاه فوتبال بری، باشگاه فوتبال چسترفیلد، باشگاه فوتبال ریو آوه، باشگاه فوتبال سوئیندون تاون، باشگاه فوتبال شروزبری تاون، باشگاه فوتبال بولتون واندررز، باشگاه فوتبال پلیموث آرگیل، و باشگاه فوتبال روچدیل اشاره کرد.
وی همچنین در تیم‌های ملی فوتبال زیر ۱۹ سال انگلستان و زیر ۲۰ سال انگلستان بازی کرده‌است.